# Stadio Nino Cavalli
Lo stadio Nino Cavalli fu un impianto italiano di baseball sito a Parma, ubicato a Parma (Italia).

## Storia
Edificato in occasione degli europei di baseball del 1971 e denominato "Europeo", viene ampliato una prima volta nel 1978 in occasione del Campionato mondiale di baseball dello stesso anno; nel 1988 le tribune vengono coperte, e nello stesso anno si ha un nuovo ampliamento per ospitare nuovamente il Mondiale. Nel 1999 lo stadio viene intitolato a Torquato "Nino" Cavalli, storica figura del baseball parmense. 
La struttura ha ospitato negli anni alcune fasi del Campionato mondiale di baseball 1978, 1988 e 1998 oltre alla Coppa Intercontinentale nel 1973, al Campionato europeo juniores nel 1977, al Campionato europeo nel 1999 e a numerose edizioni della coppa europea per club.
Sede delle partite casalinghe del Parma Baseball (militante nella Italian Baseball League in prima divisione) e dello Junior Parma Baseball Club (Italian Baseball League, seconda divisione), viene demolito nel dicembre del 2009 per fare spazio alla sede dell'Autorità europea per la sicurezza alimentare. Per sostituirlo viene realizzato un nuovo impianto, lo "Stadio Quadrifoglio", intitolato ad Aldo Notari ed inaugurato nel settembre 2009 in occasione del Campionato mondiale di baseball 2009. 